# 1993 في لاتفيا
فيما يلي قوائم الأحداث التي وقعت خلال عام 1993 في لاتفيا.

## سياسة

### تعيين في المنصب
- 7 يوليو – غونتيس أولمانيس رئيس لاتفيا.

### انتهاء فترة المنصب
- 3 أغسطس – إيفارس غودمانيس رئيس وزراء لاتفيا.

## رياضة
- 1 يناير – كأس رابطة الدول المستقلة 1993 الفائز سبارتاك موسكو.

## مواليد

### أبريل
- 18 أبريل – إنغوس ياكوفيتش لاعب كرة سلة لاتفي.

### مايو
- 4 مايو – جانيس برزينس لاعب كرة سلة لاتفي.

### يوليو
- 20 يوليو – أويارس سيليش لاعب كرة سلة لاتفي.

### أغسطس
- 3 أغسطس – كاسبارس فيكفاغارس لاعب كرة سلة لاتفي.